# Švapski jezik
Švapski njemački jezik (Schwäbisch Ditsch Sproch, ISO 639-3: swg), jedan od četiri alemanska jezika kojim govori oko 819 000 etničkih Švaba u Njemačkoj, potomaka starih Sueba. Pored švapskog govornici se služe i standardnim njemačkim.

## Dijalekti
Švapski dijalekti variraju od područja do područja. Postoji raspon od standardnog švapskog kakav se govori u Stuttgartu do debljih oblika govorenih po manjim gradovima i selima. Švapski je teško razumljiv (oko 40 %) govornicima standardnog njemačkog. Stariji ljudi po izgovoru često mogu utvrditi podrijetlo osobe.

## Izgovor po vjeri
Jedna od osobitosti švapskog jezika jest da se izgovor nekih riječi razlikovao na osnovu religije govornika. Tako su postojali katolički i protestantski izgovor.
| katolički izgovor | protestantski izgovor | hrvatski prijevod |
| ----------------- | --------------------- | ----------------- |
| Lehrer            | Lährer                | učitelj           |
| Seele             | Sähle                 | duša              |
| Ehre              | Ähre                  | čast              |
| Vaddr             | Vahder                | otac              |

## Vanjske poveznice
- Švapsko-engleski rječnik
- Alemanska wikipedija (sadrži i članske na švapskom)
- Ethnologue (14th)
- Ethnologue (15th)